# Košute
Košute falu Horvátországban Split-Dalmácia megyében. Közigazgatásilag Triljhez tartozik.

## Fekvése
Splittől légvonalban 25, közúton 40 km-re északkeletre, Sinjtől 12 km-re délkeletre, községközpontjától 1 km-re északnyugatra a dalmát Zagora területén, a Sinji mező délkeleti részén fekszik.

## Története
A települést 15. században említik először de bizonyos, hogy ezen a termékeny mezőn már évezredek óta élnek emberek. 1513-ban Trirljjel együtt Košute is török kézre került. A török uralom alatt 1537-től az újonnan alapított Klisszai szandzsák része volt. 1686-ban Triljjel és környékével együtt felszabadult a török uralom alól, de az 1699-es karlócai béke értelmében török kézen maradt. Az 1718-ban megkötött pozsareváci béke értelmében az új határt már a Kamešnica- és a Dinári-hegységnél húzták meg, így a település végleg felszabadult. A velencei uralom első éveiben Boszniából, Hercegovinából és Poljicáról érkezett új keresztény lakossággal telepítették be. Lakói főként mezőgazdasággal és állattartással foglalkoztak. A velencei uralomnak 1797-ben vége szakadt és osztrák csapatok vonultak be Dalmáciába. 1806-ban az osztrákokat legyőző franciák uralma alá került, de Napóleon lipcsei veresége után 1813-ban újra az osztrákoké lett. 1857-ben 424, 1910-ben 862 lakosa volt. 1918-ban az új szerb-horvát-szlovén állam, majd később Jugoszlávia része lett. A második világháború idején a Független Horvát Állam része lett. A háború után a szocialista Jugoszláviához került. Dodiga nevű településrészén az 1970-es évekig lignitet bányásztak. 1942-ben a bányászok a berendezéseket működésképtelenné tették, hogy a megakadályozzák a megszállóknak a szén további kitermelését. 1991 óta a független Horvátországhoz tartozik. 2011-ben a településnek 1740 lakosa volt. Katolikus hívei a trilji Szent Mihály plébániához tartoztak. 2012. augusztus 20-án a spliti érsek megalapította az önálló Jézus szíve plébániát.

## Lakosság
| Lakosság változása | Lakosság változása | Lakosság változása | Lakosság változása | Lakosság változása | Lakosság változása | Lakosság változása | Lakosság változása | Lakosság változása | Lakosság változása | Lakosság változása | Lakosság változása | Lakosság változása | Lakosság változása | Lakosság változása | Lakosság változása |
| ------------------ | ------------------ | ------------------ | ------------------ | ------------------ | ------------------ | ------------------ | ------------------ | ------------------ | ------------------ | ------------------ | ------------------ | ------------------ | ------------------ | ------------------ | ------------------ |
| 1857               | 1869               | 1880               | 1890               | 1900               | 1910               | 1921               | 1931               | 1948               | 1953               | 1961               | 1971               | 1981               | 1991               | 2001               | 2011               |
| 424                | 717                | 396                | 682                | 766                | 862                | 1419               | 1042               | 1184               | 1278               | 1429               | 1659               | 1666               | 2122               | 1752               | 1740               |

## Nevezetességei
- Jézus Szentséges Szíve tiszteletére szentelt római katolikus plébániatemplomát 2004-ben kezdték építeni az új temető mellett Ante Kuzmanić tervei szerint. Felszentelése 2007. június 15-én történt. Modern egyhajós épület homlokzata előtt nagy előcsarnokkal, homlokzatán körablakkal. Harangtornya három emelet magas, az épület északi sarkán magasodik.
- A kis Szent István úti kápolnát 2000-ben emelték az iskola épülete elé.
- A Trilj - Sinj főút mentén Jakula falucska házaitól keletre mintegy 300 méterre található Grebčina régészeti lelőhelye. Itt az út bal és jobb oldalán, kissé kiemelkedő helyen, mintegy 150 méterre elnyúlva, egy késő középkori temető található sírkövekkel. A sűrű és alacsony növényzet között körülbelül 15 síremlék található, amelyek közül 6 sírláda, egy pedig kereszt alakú. A Cetina régió többi késő középkori temetőjéhez hasonlóan a košutei temető is a 13. és 16. század eleje közötti időre tehető.[4]

## Gazdaság
A lakosság régen főként a mezőgazdaságból és az állattartásból élt. Mára nagyrészt felhagytak ezzel a tevékenységgel. Dodiga nevű településrészén az 1970-es évekig lignitet bányásztak.

## Oktatás
A településen alapiskola működik, mely a trilji alapiskola területi iskolája.